# Diecezja telszańska
Diecezja telszańska (łac. Dioecesis Telsensis) – diecezja Kościoła rzymskokatolickiego na Litwie.

## Historia
Diecezja powstała 4 kwietnia 1926 po likwidacji diecezji żmudzkiej. W 1991 włączono w jej skład obszar prałatury terytorialnej Kłajpedy, obejmującej dawny okręg Kłajpedy.

## Biskupi diecezjalni
- bp Justinas Staugaitis (1926–1943)
- bp Vincentas Borisevičius (1944–1963)
- bp Petras Maželis (1964–1966)
- bp Antanas Vaičius (1989–2001)
- bp Jonas Boruta (2002–2017)
- bp Kęstutis Kėvalas (2017–2020)
- bp Algirdas Jurevičius (od 2020)

## Sanktuarium
- Bazylika Nawiedzenia Najświętszej Maryi Panny w Kalwarii Żmudzkiej